# Прекаризация
Прекаризация (от англ. precarious и лат. precarium — сомнительный, опасный, рискованный, негарантированный, нестабильный, стоящий на песке), прекаризация труда — переход от постоянных гарантированных трудовых отношений к неустойчивым формам занятости, ведущий к практически полной потере работником социально-трудовых прав, в том числе занижение заработной платы, отсутствие оплачиваемого отпуска, больничного листа и других социальных завоеваний. Понятие прекаризация описывает процесс перехода к ненадёжным трудовым отношениям, при которых работающий не может обеспечить себе прожиточный минимум.
Прекаритет (нем. Prekarität) – неполноценная, ущемлённая гарантия трудовых отношений, которые могут быть расторгнуты работодателем в любое время.

## Описание
Понятие прекаризация описывается с двух сторон:
- как процесс ухудшения условий труда при одновременном сокращении заработной платы или урезании правовых и социальных гарантий, когда трудовые отношения могут быть расторгнуты работодателем в любое время[3][4];
- как негативное состояние человека, являющееся следствием неопределённости и неустойчивости его трудовой  занятости; общими проявлениями этого состояния является эмоциональная нестабильность, тревожность, чувство неуверенности в будущем[5].

Прекаризация трудовых отношений охватила значительную часть наёмных работников и в связи с этим высказывается точка зрения, что на смену понятию «пролетариат» пришло новое понятие — «прекариат».
Негарантированная неформальная занятость, а также постоянная изменчивость и гибкость социально-трудовых отношений является причиной психологического неблагополучия человека. Прекаризация труда приводит к неуверенности в завтрашнем дне, которая достигла ныне и среднего класса, поэтому, в частности, в Германии социологи говорят об эпидемии страха среди представителей всех социальных слоев общества.

## История

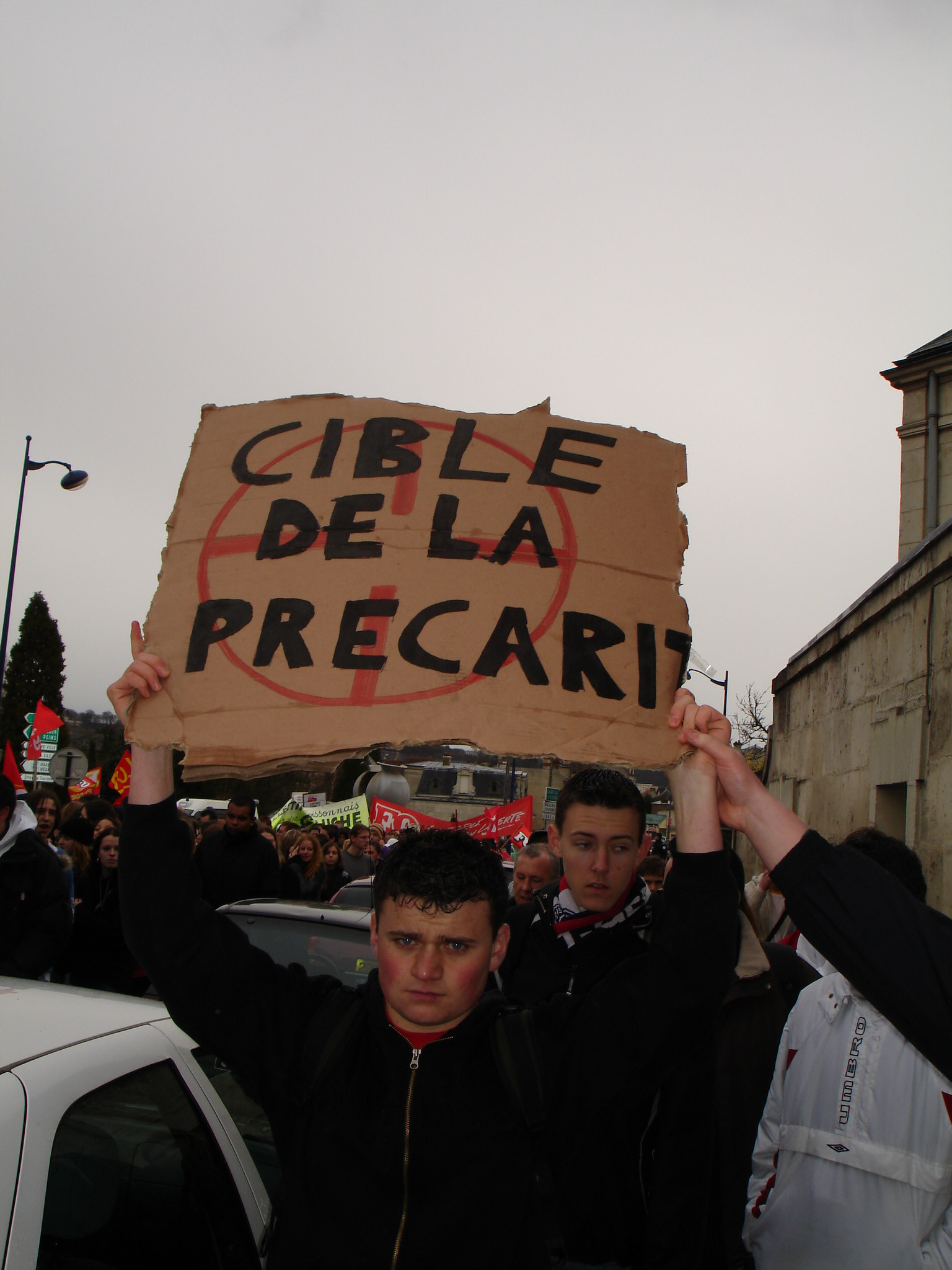
Демонстрация протеста против прекаризации. Суассон, Франция, 28 марта 2006 года

В числе первых исследователей, которые стали рассматривать проблемы прекаритета в связи с процессами глобализации экономики, были французские социологи Пьер Бурдьё и Робер Кастель.
Превращение ранее гарантированных трудовых отношений в существенно негарантированные и незащищённые (прекаризация) включает такие виды занятости, как подрядная работа, трудовой контракт на ограниченный срок, занятость на неполное рабочее время при малых или вообще отсутствующих социальных гарантиях, мнимо самостоятельный труд, работа по вызову и т. д..
К прекаризации также можно отнести так называемый заёмный труд (аутстаффинг, лизинг персонала). Его суть в том, что специализированная коммерческая фирма (зачастую частное агентство занятости) нанимает в свой штат работников, временных или постоянных, исключительно для выполнения заказов на услуги этих работников.
Прекаризация фактически приводит к ограничению ответственности работодателя за персонал, который ему приносит прибыль. Подверженных прекаризации работников называют прекариатами.
Прекаризация болезненно сказалась на профсоюзах. Так, например, в США численность членов профсоюзов упала до самого низкого уровня за последние 70 лет.
Прекаризацию в частности провоцирует феномен избыточного образования, когда рынок труда пресыщается специалистами с высшим образованием, а работодатели предъявляют даже к неквалифицированной работе завышенные требования, предоставляя непропорциональные условия и оплату труда. Поэтому в России немало, например, кассиров и продавцов в супермаркетах с высшим образованием. Трудоустройство на работу, не связанную с полученной специальностью становится явной проблемой, ведущей молодых специалистов в группу нестабильно занятых.

## Прекаризация в России
В России понятием прекаризация (или прекаритет) обозначают «непредсказуемые, ненадёжные и небезопасные условия существования, приводящие к материальному и психологическому неблагополучию».
Основным фактором прекаризации считается отсутствие у работающих индивидов узаконенных отношений с работодателем. С учётом российской реальности, это прежде всего временные работники, либо имеющие частичную занятость и не заключившие трудовой договор с работодателем. Как следствие — они не имеют никаких гарантий (таких как лимитированный рабочий день, оплачиваемый отпуск, больничные листы, работодатель не вносит пенсионные и социальные отчисления и другое)
Неформальная занятость
По методологии Росстата, неформально занятыми считаются люди, работающие не на зарегистрированных предприятиях: занятые по найму у физических лиц, самозанятые, занятые в домашнем хозяйстве. Согласно опросам населения, средняя численность неформально занятых людей в России в январе-сентябре 2013 года достигла 14,1 млн человек, что составляет 19,8 % от общей численности занятого населения. Эти данные не учитывают неформальную занятость на предприятиях формального сектора (работу без юридического оформления) и являются оценкой «снизу». По оценкам аналитиков, в конце 2013 года неформальная занятость в России была близка к 20 млн человек за вычетом 4 млн человек самозанятых. При этом неформальная занятость является альтернативой безработице, а не формальной занятости.